# Richard Führich
Richard Führich (* 1938) je bývalý slovenský hokejový útočník.

## Hokejová kariéra
V československé lize hrál za Slovan Bratislava a TJ Gottwaldov. Odehrál 3 ligové sezóny, za Gottwaldov nastoupil v 10 ligových utkáních a měl 1 asistencí.

## Klubové statistiky
| Sezona    | Klub              | Soutěž  | Základní část | Základní část | Základní část | Základní část | Základní část |
| Sezona    | Klub              | Soutěž  | Z             | G             | A             | B             | TM            |
| --------- | ----------------- | ------- | ------------- | ------------- | ------------- | ------------- | ------------- |
| 1960/1961 | Slovan Bratislava | 1. liga | -             | -             | -             | -             | -             |
| 1961/1962 | Slovan Bratislava | 1. liga | -             | -             | -             | -             | -             |
| 1961/1962 | TJ Gottwaldov     | 2. liga | -             | -             | -             | -             | -             |
| 1962/1963 | TJ Gottwaldov     | 2. liga | -             | -             | -             | -             | -             |
| 1963/1964 | TJ Gottwaldov     | 1. liga | 10            | 0             | 1             | 1             | 2             |